# Gagrella aenigra
Gagrella aenigra is een hooiwagen uit de familie Sclerosomatidae.